# 빌헬름 2세 (뷔르템베르크)
빌헬름 2세(Wilhelm II., 1848년 2월 25일 ~ 1921년 10월 2일)은 뷔르템베르크 왕국의 제4대 국왕 (재위 1891년 ~ 1918년)이다.
자식이 없었던 뷔르템베르크 국왕 카를의 5촌 조카로서 1891년 국왕 사후 왕위를 이어받았다. 제1차 세계대전 중에 그는 독일군의 육군원수가 되었다. 그러나 1918년 11월에 독일 제국이 붕괴하자 그도 다른 군주들과 함께 폐위되었다.
그는 경호원도 없이 애완견 두 마리와 함께 슈투트가르트 시내의 공원을 산책하곤 했다.